# Rivière Ventadour
Rivière Ventadour är ett vattendrag i Kanada.   Det ligger i provinsen Québec, i den östra delen av landet, 400 km norr om huvudstaden Ottawa. Rivière Ventadour ligger vid sjön Lac Robert.
Trakten runt Rivière Ventadour är nära nog obefolkad, med mindre än två invånare per kvadratkilometer.